# ヴィルヘルム・キーゼルバッハ
ヴィルヘルム・キーゼルバッハ（ドイツ語:Wilhelm Kiesselbach、1839年12月1日 - 1902年8月4日）は、ドイツ・ハーナウ出身の解剖学者。特に鼻の研究に優れ、著書に『鼻血（Nasenbluten）』がある他、鼻血の原因となる「キーゼルバッハ部位」に名を残している。
妻は看護師で運動家として活躍したルイーゼ・キーゼルバッハ。

## 生涯
1839年12月1日、ヘッセン選帝侯国のハーナウに生まれる。
1859年からゲオルク・アウグスト大学ゲッティンゲン、フィリップ大学マールブルク、エバーハルト・カール大学テュービンゲンで学んだ。
1877年から1878年にかけてフリードリヒ・アレクサンダー大学エアランゲン＝ニュルンベルクでドイツの内科医であるヴィルヘルム・オリヴァー・ロイベに師事し、1888年から亡くなる1902年まで同大学の教授として教鞭を執った。特に耳鼻科の研究に優れ、鼻血の原因となる「キーゼルバッハ部位」を発見したことで知られる。
1902年8月4日、エアランゲンで亡くなる。

## 著作
- 『Untersuchungen über die Anatomie des Schläfenbeins』
- 『Galvanische Reizung des Nervus acusticus』
- 『鼻血（Nasenbluten）』
- 『Zur Histologie der Ohrpolypen』